# Edvard Hagfält
Edvard Jansson Hagfält, född 23 februari 1873 i Söderby-Karls församling, Stockholms län, död där 4 april 1952, var en svensk hemmansägare och riksdagsman (socialdemokrat).
Edvard Hagfält var landstingsledamot, nämndeman samt ledamot i taxeringsnämnd och skolråd. Som riksdagsman var han ledamot av första kammaren 1919–1921 för Uppsala läns valkrets och 1922 för Stockholms läns och Uppsala läns valkrets.